# Europaspiele 2023/Badminton – Mixed
Bei den Europaspielen 2023 wurden vom 26. Juni bis zum 2. Juli 2023 in Tarnów fünf Wettbewerbe im Badminton ausgetragen. Folgend die Ergebnisse im Mixed.

## Setzliste
1. Thom Gicquel / Delphine Delrue
2. Robin Tabeling / Selena Piek
3. Mathias Christiansen / Alexandra Bøje
4. Mark Lamsfuß / Isabel Lohau

## Gruppenphase

### Gruppe A
| Platz | Team                               | Pld | W | L | MF | MA | MD | GF | GA | GD | PF | PA | PD  | Qualifikation |
| ----- | ---------------------------------- | --- | - | - | -- | -- | -- | -- | -- | -- | -- | -- | --- | ------------- |
| 1     | Thom Gicquel Delphine Delrue       | 2   | 2 | 0 | 0  | 0  | 0  | 4  | 0  | +4 | 84 | 48 | +36 | j             |
| 2     | Joshua Magee Moya Ryan             | 2   | 1 | 1 | 0  | 0  | 0  | 2  | 2  | 0  | 71 | 69 | +2  | j             |
| 3     | Gianmarco Bailetti Martina Corsini | 2   | 0 | 2 | 0  | 0  | 0  | 0  | 4  | −4 | 46 | 84 | −38 |               |
| 4     | Milan Dratva Katarína Vargová      | 0   | 0 | 0 | 0  | 0  | 0  | 0  | 0  | 0  | 0  | 0  | 0   |               |

| Datum    |                                    | Ergebnis |                                    | 1. Satz | 2. Satz | 3. Satz |
| -------- | ---------------------------------- | -------- | ---------------------------------- | ------- | ------- | ------- |
| 26. Juni | Joshua Magee Moya Ryan             | 2–0      | Gianmarco Bailetti Martina Corsini | 21–14   | 21–13   |         |
| 26. Juni | Thom Gicquel Delphine Delrue       | 2–0      | Milan Dratva Katarína Vargová      | 21–14   | 21–11   |         |
| 27. Juni | Thom Gicquel Delphine Delrue       | 2–0      | Gianmarco Bailetti Martina Corsini | 21–9    | 21–10   |         |
| 27. Juni | Joshua Magee Moya Ryan             | 2–0      | Milan Dratva Katarína Vargová      | 21–5    | 21–15   |         |
| 29. Juni | Thom Gicquel Delphine Delrue       | 2–0      | Joshua Magee Moya Ryan             | 21–12   | 21–17   |         |
| 29. Juni | Gianmarco Bailetti Martina Corsini | w/o      | Milan Dratva Katarína Vargová      | 0–0     | 0–0     |         |

### Gruppe B
| Platz | Team                                       | Pld | W | L | MF | MA | MD | GF | GA | GD | PF | PA  | PD  | Qualifikation |
| ----- | ------------------------------------------ | --- | - | - | -- | -- | -- | -- | -- | -- | -- | --- | --- | ------------- |
| 1     | Robin Tabeling Selena Piek                 | 2   | 2 | 0 | 0  | 0  | 0  | 4  | 0  | +4 | 84 | 49  | +35 | j             |
| 2     | Paweł Śmiłowski Magdalena Świerczyńska (H) | 2   | 1 | 1 | 0  | 0  | 0  | 2  | 3  | −1 | 98 | 95  | +3  | j             |
| 3     | Ilijan Stojnow Hristomira Popowska         | 2   | 0 | 2 | 0  | 0  | 0  | 1  | 4  | −3 | 71 | 109 | −38 |               |
| 4     | Misha Zilberman Svetlana Zilberman         | 0   | 0 | 0 | 0  | 0  | 0  | 0  | 0  | 0  | 0  | 0   | 0   |               |

| Datum    |                                        | Ergebnis |                                        | 1. Satz | 2. Satz | 3. Satz |
| -------- | -------------------------------------- | -------- | -------------------------------------- | ------- | ------- | ------- |
| 26. Juni | Robin Tabeling Selena Piek             | 2–0      | Misha Zilberman Svetlana Zilberman     | 21–10   | 21–9    |         |
| 26. Juni | Paweł Śmiłowski Magdalena Świerczyńska | 2–1      | Ilijan Stojnow Hristomira Popowska     | 25–27   | 21–12   | 21–14   |
| 27. Juni | Robin Tabeling Selena Piek             | 2–0      | Ilijan Stojnow Hristomira Popowska     | 21–8    | 21–10   |         |
| 27. Juni | Paweł Śmiłowski Magdalena Świerczyńska | 2–0      | Misha Zilberman Svetlana Zilberman     | 21–11   | 21–11   |         |
| 29. Juni | Robin Tabeling Selena Piek             | 2–0      | Paweł Śmiłowski Magdalena Świerczyńska | 21–13   | 21–18   |         |
| 29. Juni | Ilijan Stojnow Hristomira Popowska     | w/o      | Misha Zilberman Svetlana Zilberman     | 0–0     | 0–0     |         |

### Gruppe C
| Platz | Team                                | Pld | W | L | MF | MA | MD | GF | GA | GD | PF  | PA  | PD  | Qualifikation |
| ----- | ----------------------------------- | --- | - | - | -- | -- | -- | -- | -- | -- | --- | --- | --- | ------------- |
| 1     | Mathias Christiansen Alexandra Bøje | 3   | 3 | 0 | 0  | 0  | 0  | 6  | 0  | +6 | 126 | 70  | +56 | j             |
| 2     | Mihajlo Tomić Anđela Vitman         | 3   | 2 | 1 | 0  | 0  | 0  | 4  | 2  | +2 | 112 | 105 | +7  | j             |
| 3     | Minh Quang Pham Caroline Racloz     | 3   | 1 | 2 | 0  | 0  | 0  | 2  | 4  | −2 | 97  | 112 | −15 |               |
| 4     | Fredrik Kristensen Aimee Hong       | 3   | 0 | 3 | 0  | 0  | 0  | 0  | 6  | −6 | 78  | 126 | −48 |               |

| Datum    |                                     | Ergebnis |                                 | 1. Satz | 2. Satz | 3. Satz |
| -------- | ----------------------------------- | -------- | ------------------------------- | ------- | ------- | ------- |
| 26. Juni | Fredrik Kristensen Aimee Hong       | 0–2      | Mihajlo Tomić Anđela Vitman     | 17–21   | 16–21   |         |
| 26. Juni | Mathias Christiansen Alexandra Bøje | 2–0      | Minh Quang Pham Caroline Racloz | 21–15   | 21–10   |         |
| 27. Juni | Mathias Christiansen Alexandra Bøje | 2–0      | Mihajlo Tomić Anđela Vitman     | 21–17   | 21–11   |         |
| 27. Juni | Fredrik Kristensen Aimee Hong       | 0–2      | Minh Quang Pham Caroline Racloz | 18–21   | 10–21   |         |
| 29. Juni | Mihajlo Tomić Anđela Vitman         | 2–0      | Minh Quang Pham Caroline Racloz | 21–15   | 21–15   |         |
| 29. Juni | Mathias Christiansen Alexandra Bøje | 2–0      | Fredrik Kristensen Aimee Hong   | 21–6    | 21–11   |         |

### Gruppe D
| Platz | Team                             | Pld | W | L | MF | MA | MD | GF | GA | GD | PF  | PA  | PD  | Qualifikation |
| ----- | -------------------------------- | --- | - | - | -- | -- | -- | -- | -- | -- | --- | --- | --- | ------------- |
| 1     | Marcus Ellis Lauren Smith        | 3   | 3 | 0 | 0  | 0  | 0  | 6  | 1  | +5 | 142 | 88  | +54 | j             |
| 2     | Mark Lamsfuß Isabel Lohau        | 3   | 2 | 1 | 0  | 0  | 0  | 5  | 2  | +3 | 132 | 110 | +22 | j             |
| 3     | Philip Birker Katharina Hochmeir | 3   | 1 | 2 | 0  | 0  | 0  | 2  | 4  | −2 | 85  | 109 | −24 |               |
| 4     | Miha Ivančič Petra Polanc        | 3   | 0 | 3 | 0  | 0  | 0  | 0  | 6  | −6 | 74  | 126 | −52 |               |

| Datum    |                           | Ergebnis |                                  | 1. Satz | 2. Satz | 3. Satz |
| -------- | ------------------------- | -------- | -------------------------------- | ------- | ------- | ------- |
| 26. Juni | Mark Lamsfuß Isabel Lohau | 2–0      | Philip Birker Katharina Hochmeir | 21–12   | 21–12   |         |
| 26. Juni | Miha Ivančič Petra Polanc | 0–2      | Marcus Ellis Lauren Smith        | 8–21    | 13–21   |         |
| 27. Juni | Mark Lamsfuß Isabel Lohau | 1–2      | Marcus Ellis Lauren Smith        | 21–16   | 17–21   | 10–21   |
| 27. Juni | Miha Ivančič Petra Polanc | 0–2      | Philip Birker Katharina Hochmeir | 8–21    | 17–21   |         |
| 29. Juni | Marcus Ellis Lauren Smith | 2–0      | Philip Birker Katharina Hochmeir | 21–10   | 21–9    |         |
| 29. Juni | Mark Lamsfuß Isabel Lohau | 2–0      | Miha Ivančič Petra Polanc        | 21–13   | 21–15   |         |

## Endrunde
|  | Viertelfinale | Viertelfinale                          | Viertelfinale              | Viertelfinale | Viertelfinale                |                                     |    | Halbfinale                   | Halbfinale | Halbfinale | Halbfinale | Halbfinale |  |  | Finale | Finale | Finale | Finale | Finale |
|  |               |                                        |                            |               |                              |                                     |    |                              |            |            |            |            |  |  |        |        |        |        |        |
|  | 1             | Thom Gicquel Delphine Delrue           | 21                         | 21            |                              |                                     |    |                              |            |            |            |            |  |  |        |        |        |        |        |
|  |               | Mihajlo Tomić Anđela Vitman            | 14                         | 14            |                              |                                     |    |                              |            |            |            |            |  |  |        |        |        |        |        |
|  |               | Mihajlo Tomić Anđela Vitman            | 14                         | 14            | Thom Gicquel Delphine Delrue | 21                                  | 14 | 21                           |            |            |            |            |  |  |        |        |        |        |        |
|  |               |                                        |                            |               |                              | 21                                  | 14 | 21                           |            |            |            |            |  |  |        |        |        |        |        |
|  |               |                                        | Marcus Ellis Lauren Smith  | 18            | 21                           | 18                                  |    |                              |            |            |            |            |  |  |        |        |        |        |        |
|  |               | Marcus Ellis Lauren Smith              | Marcus Ellis Lauren Smith  | 18            | 21                           | 18                                  | 21 | 21                           |            |            |            |            |  |  |        |        |        |        |        |
|  |               |                                        |                            |               |                              |                                     | 21 | 21                           |            |            |            |            |  |  |        |        |        |        |        |
|  |               | Paweł Śmiłowski Magdalena Świerczyńska | 8                          | 16            |                              |                                     |    |                              |            |            |            |            |  |  |        |        |        |        |        |
|  |               |                                        |                            |               |                              |                                     |    | Thom Gicquel Delphine Delrue | 10         | 21         | 13         |            |  |  |        |        |        |        |        |
|  |               |                                        | Robin Tabeling Selena Piek | 21            | 13                           | 21                                  |    |                              |            |            |            |            |  |  |        |        |        |        |        |
|  | 4             | Mark Lamsfuß Isabel Lohau              | 14                         | 13            |                              |                                     |    |                              |            |            |            |            |  |  |        |        |        |        |        |
|  | 3             | Mathias Christiansen Alexandra Bøje    | 21                         | 21            |                              |                                     |    |                              |            |            |            |            |  |  |        |        |        |        |        |
|  | 3             | Mathias Christiansen Alexandra Bøje    | 21                         | 21            |                              | Mathias Christiansen Alexandra Bøje | 14 | 13                           |            |            |            |            |  |  |        |        |        |        |        |
|  |               |                                        |                            |               |                              | Mathias Christiansen Alexandra Bøje | 14 | 13                           |            |            |            |            |  |  |        |        |        |        |        |
|  |               |                                        | Robin Tabeling Selena Piek | 21            | 21                           |                                     |    |                              |            |            |            |            |  |  |        |        |        |        |        |
|  |               | Joshua Magee Moya Ryan                 | Robin Tabeling Selena Piek | 21            | 21                           | 8                                   | 6  |                              |            |            |            |            |  |  |        |        |        |        |        |
|  |               |                                        |                            |               |                              | 8                                   | 6  |                              |            |            |            |            |  |  |        |        |        |        |        |
|  | 2             | Robin Tabeling Selena Piek             | 21                         | 21            |                              |                                     |    |                              |            |            |            |            |  |  |        |        |        |        |        |